# Explosion dans les égouts à Louisville en 1981
Le 13 février 1981, une série d’explosions dans les égouts  détruit plus de 21 kilomètres de conduites et des rues du centre de Louisville dans le Kentucky, aux États-Unis,, Les explosions entraînent des dommages considérables aux biens et aux infrastructures. Il n'y a pas de morts, mais quatre personnes sont blessées,
Les explosions sont provoquées par l’inflammation de vapeurs d’hexane rejetées illégalement par une usine de traitement de soja appartenant à Ralston Purina (en) et située sur Floyd Street. L'usine est une installation de transformation de graines de coton ou de soja depuis au moins 1900. 
Les réparations dans les égouts et les rues ont pris environ deux ans. Ralston-Purina a payé 18 millions de dollars au district d’égouts de Louisville, environ 9 millions de dollars à environ 17 000 plaignants dans une poursuite réglée en 1984, 4 millions à la ville, et 2 millions au public affecté qui n’a pas poursuivi l’entreprise en justice. La société admet avoir libéré de l'hexane dans les égouts, mais au début elle n'accepte pas la responsabilité des explosions et continue de nier sa négligence pendant des années jusqu'à ce qu'elle plaide finalement coupable à quatre chefs d'accusation de violation des lois environnementales fédérales et paie l'amende maximale possible, qui est de 62 500 dollars,,,. 

## Des explosions
L'usine de Ralston Purina (en) emploie de l'hexane comme solvant pour extraire l'huile de soja. Elle a un système de confinement conçu pour recycler l’hexane utilisé lors du processus à l’usine. Cependant, le système de confinement ne fonctionne pas cette nuit-là et une grande quantité d'hexane est rejetée dans les égouts. Le US Government Accountability Office et l'American Society of Civil Engineers estiment la quantité d'hexane déversée à des milliers de gallons (environ 10 000 litres ou plus), bien que la société conteste cette quantité, L'hexane commence alors à s'évaporer dans les égouts et à s'écouler des bouches d'égout dans les rues. Vers 1 h 30, le jour des explosions, l’entreprise appelle un inspecteur et l’informe qu’il y a des fuites de l’installation. L’inspecteur se rend sur les lieux et vérifie la présence de vapeurs dans certaines rues avoisinantes mais ne constate pas de problème sérieux. 
Le vendredi 13 février 1981, à 5 h 16, une série d'explosions en cascade s'abat sur la partie sud du vieux Louisville, près de l'université. Il est finalement déterminé que le déclencheur des explosions est une étincelle émanant d’une voiture roulant près de l’intersection de la 12e rue et de Hill Street, qui enflamme les émanations d’hexane dans la rue et les égouts. Dans la voiture se trouvent deux femmes qui se rendent au travail à l'hôpital local. La force de l'explosion réduit la rue en ruines et jette la voiture sur le côté. Des officiers d'un hélicoptère de la police qui se trouvent près de l'endroit à l'époque déclarent que la série d'explosions ressemble à une attaque à la bombe.
Plus de 21 kilomètres de canalisations d'égout, y compris les trois kilomètres de la ligne principale d'un diamètre de 2,3  à   3,7 mètres sont détruits dans l'explosion,,. Les plaques d'égout se sont soulevées dans le ciel et sont retombées avec une grande force destructrice,,. Une des plaques passe à travers le plafond et le sol d’un appartement du troisième étage de la Second Street, et une autre manque de peu un enfant, lorsqu’elle atterrit dans une maison située au coin de 9th Street et Hill Street. Les rues sous lesquelles passaient les canalisations d'égout sont détruites, fragmentant complètement certaines rues et laissant de larges trous dans d'autres jusqu'à une profondeur de 11,5 mètres, exposant des fosses d'égouts brutes, là où les égouts se trouvaient avant,. À certains endroits, des sections du pavement de la chaussée est debout près des trous béants. Les conduites d'eau et de gaz sont coupées, laissant les habitants de la région sans service pendant plusieurs semaines. Les cheminées de 43 bâtiments sont tombées et des escaliers se sont effondrés.
À mesure que la journée avance, après les grandes séries d’explosions, les vapeurs continuent à s’accumuler dans certaines zones. « C'est toujours potentiellement explosif », déclare le maire de Louisville, William Stansbury (en), alors qu'une zone de vingt pâtés de maisons était en train d'être évacuée. Une nouvelle accumulation de vapeurs se produit dans les égouts se trouvant sous une raffinerie de pétrole Ashland, augmentant ainsi le risque d’une nouvelle conflagration majeure, mais les travailleurs sont en mesure de vider le système dans la région.  À 3 h 45, la dernière explosion a lieu, faisant éclater une taque d'égout à l'intersection de la Second Street et de l'avenue Burnett. 
L’université ainsi que toutes les entreprises et d’autres écoles de la région sont fermées pendant des périodes variables (y compris les magasins et restaurants que les habitants doivent utiliser, en particulier parce qu’ils n’ont pas d’eau courante et ne sont pas en mesure d’accéder au secteur en voiture à cause de l'état des rues). Le fait que l'incident se soit déroulé au cœur de l'hiver aggrave les difficultés, et certains résidents sont laissés sans chauffage jusqu'à ce que les conduites de gaz et les chaudières puissent être testées et réparées. La Garde nationale du Kentucky est appelée pour contrôler la zone endommagée, déclarée zone sinistrée par le président américain Ronald Reagan,. Environ 2 000 personnes doivent être évacuées et les services d'eau et d'égout sont perturbés pour environ 23 000 personnes. Des averses et de fortes pluie suivent dans les jours après l'incident, ce qui provoque des dégâts supplémentaires en inondant et en érodant les fosses d'égouts à ciel ouvert,,. Une fois que le service d'eau est rétabli, il est demandé aux résidents de conserver l'eau, de la faire bouillir s'ils en avaient besoin et d'éviter de rincer les toilettes autant que possible. La tranchée ouverte le long de Hill Street est restée exposée tout au long de l'été, émettant une puanteur nauséabonde pendant environ six mois avant que le système puisse être à nouveau fermé. 
Les femmes dans la voiture qui déclenche l'explosion sont blessées, mais pas sérieusement. Heureusement, les rues étaient presque désertes étant donné qu'il était tôt le matin, les explosions ne sont donc pas mortelles. 

## Conséquences et héritage
Après l'incident, Ralston Purina (en) utilise plus de 2 millions de dollars en obligations industrielles pour financer la reconstruction de ses installations en 1983, puis les vend en 1984.
En 1985, la ville de Louisville et le comté de Jefferson adoptent une ordonnance sur les matières dangereuses en réponse à la catastrophe. Cette ordonnance donne au Louisville Metropolitan Sewer District le pouvoir de réglementer la manipulation de matières dangereuses.  
L'incident est cité par des entités telles que l'American Society of Civil Engineers et le US Government Accountability Office comme exemple de la nécessité d'accroître la sécurité concernant les systèmes de traitement des eaux usées des États-Unis et par le United States Environmental. Protection Agency comme exemple des dangers liés aux rejets de déchets dangereux dans les systèmes d’égout. Des articles sur l'événement sont publiés dans Environmental Geology  et dans le Journal of American Oil Chemists 'Society. 
L'usine de Ralston-Purina, un repère de longue date reconnaissable à ses 22 grands silos surmontés d'un logo en damier le long des voies sud de l' I-65, est vendue à la suite de l'incident. Le site est finalement acheté par l'université de Louisville (et entre-temps, il est repeint comme un repère de bienvenue pour l'université avec le nom de l'université épelé sur chaque silo) et démoli en 2014,. 

## Voir également
- 2014 explosions de gaz Kaohsiung
- Explosions de 1992 à Guadalajara
- Explosion d'égout de 1929 à Ottawa (en)
- Histoire de Louisville, Kentucky